# دريم لينكس

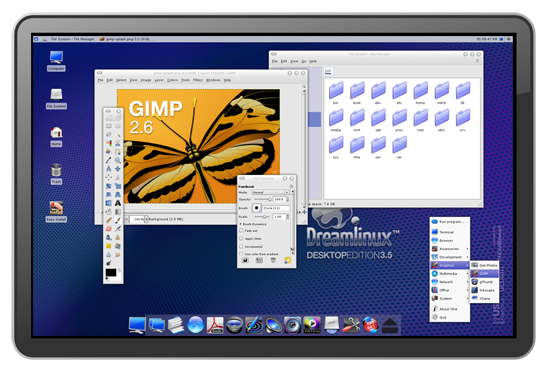
دريم لينكس 3.5

 دريم لينكس (بالإنجليزية: Dreamlinux) هي توزيعة جنو/لينكس برازيلية, معتمدة على دبيان. تعمل من القرص الحي, فلاش, ويمكن تثبيتها على القرص الصلب. هذه التوزيعة البرازيلية تهتم كثيراً في المظهر، لذلك لا غرابة أن نجد هذه التوزيعة تتسم ببعض الجماليات سواء من حيث الاهتمام بالألوان أو تشغيل خاصية التصفح ثلاثي الأبعاد، خاصة وأن المظهر يشكل اللبنة الأولى لأي علاقة أو تجربة جديدة.

## بعض السمات الفنية
بنيت التوزيعة على الشيفرة المصدرية لتوزيعات Morphix ونوبكس وهما من عائلة دبيان لذلك فهي تعتمد في إدارة برامجها على حزم ديب، ومدير النوافذ المعتمد Xfce كواجهة رسومية افتراضية، المعالجات المستهدفة معالجات إنتل i386>
ومن بين السمات وجود لوحة تحكم مستقلة وخاصة بالتوزيعة، أيضاً وجود مثبت برامج سهل للغاية Easy-Install يساعد تثبيت العديد من البرامج مثل جوجل إيرث، بيكاسا، اوبر، فايرفوكس وسكايب وغيرها من البرامج...
أسلوب التنصيب فيها رسومي سهل جداً، تتكون من قرص مدمج واحد حجمه حوالي 700ميجابايت، واللغة الافتراضية هي الإنجليزية.

## دريم لينكس 3.5 (2009)
هذا الإصدار جاء مع سطح مكتب جنوم واكسفس, يستخدم هذا الإصدار سطح مكتب دبيان ليني ونواة لينكس رقم 2.6.28.5, وثيمات جتك+ جديدة أيضا.